# 豊井王
豊井王（とよいおう、生没年不詳）は、平安時代初期から前期にかけての皇族。官位は従五位上・但馬権守。

## 経歴
仁明朝後期の承和12年（845年）従五位下・肥前守に叙任される。その後も、斉衡2年（855年）従五位上・能登守に叙任されると、貞観2年（860年）但馬権守と、仁明・文徳・清和の三朝に亘って地方官を務めた。貞観4年（862年）但馬権守の官職にあったが、公廨を用いて長さ1丈5尺の幡18旒を作って国分寺に施入し、永く官帳に記載して御願に資するようにしたい旨を言上し、許されている。

## 官歴
『六国史』による。
- 時期不詳：正六位上
- 承和12年（845年） 正月7日：従五位下。8月7日：肥前守
- 斉衡2年（855年） 正月7日：従五位上。正月15日：能登守
- 貞観2年（860年） 2月14日：但馬権守